# Воронежский добровольческий коммунистический полк
Воронежский добровольческий коммунистический полк — полк, созданный в августе 1941 года из рабочих, служащих и студентов Воронежа.

## История

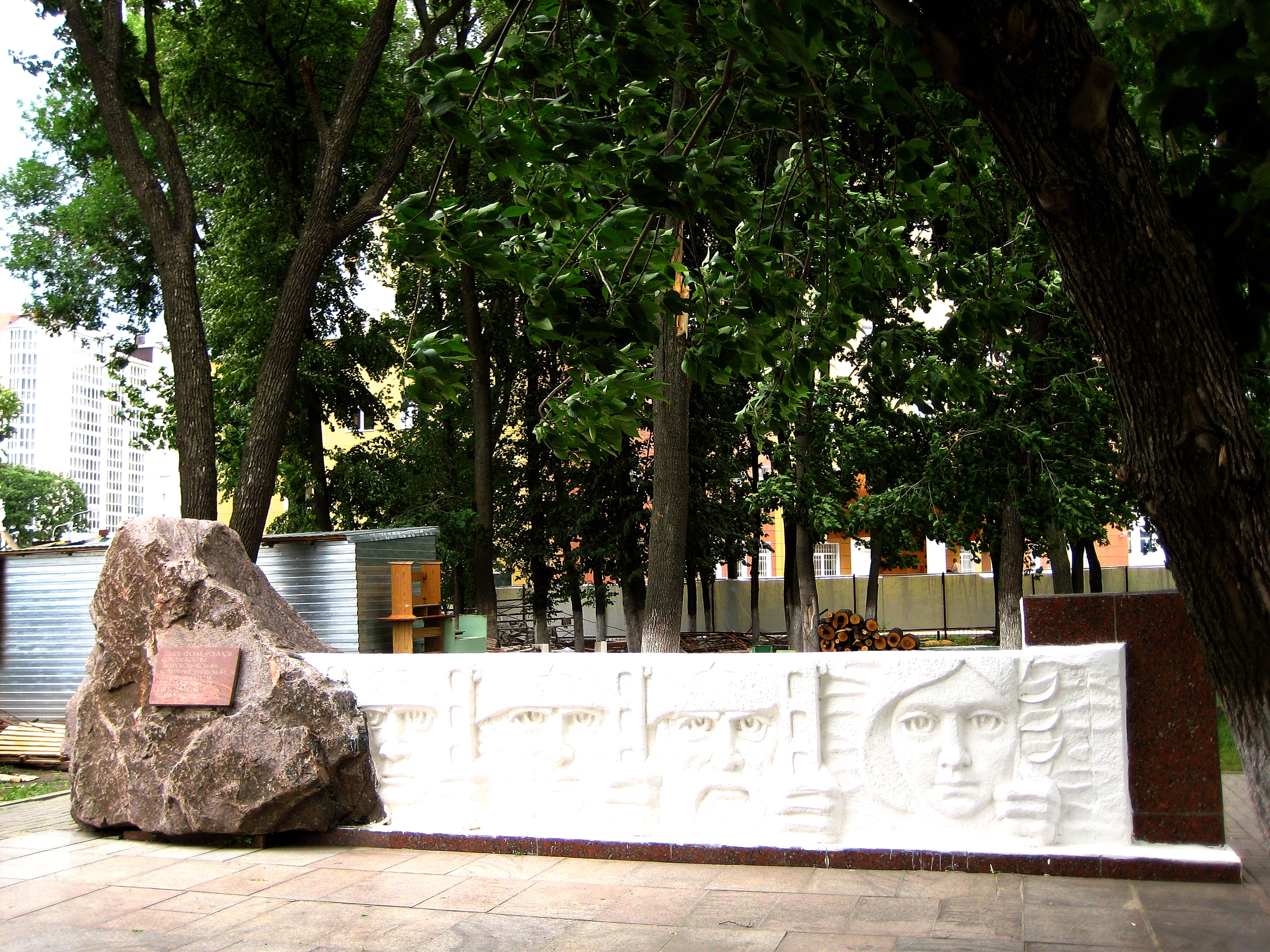
Памятник на месте, где формировался 1-й коммунистический полк города Воронежа

В начале Великой Отечественной войны Областной комитет партии выдвинул инициативу создания добровольческого полка, которую поддержали Государственный Комитет Обороны СССР и лично Верховный Главнокомандующий И. В. Сталин. С 19-21 августа 1941 года в Первомайском саду сформировался полк из воронежцев: рабочих, служащих и студентов, от 18 до 50 лет, получившие в райкомах партии путевки в формирующийся полк. Второй батальон полка полностью состоял из работников Воронежского авиационного завода. Около 300 человек, главным образом специалистов и командиров, дали Воронежский облвоенкомат и Тамбовское пехотное училище.
Всего в Воронежский Добровольческий Коммунистический полк было зачислено 3345 человек, из них 3045 коммунистов. Отсюда и название — Коммунистический.
Командовать полком доверили полковнику М. Е. Вайцеховскому. Комиссаром полка стал ректор ВГУ Н. П. Латышев. Начальником штаба — капитан А. Т. Худяков.
Когда полк был полностью сформирован, ему был присвоен номер 1098. В приказе № 1 по полку от 21 августа 1941 года говорилось: «Полк оправдает то огромное доверие, которое на него возлагают партия, Советское правительство, рабочие, служащие и общественные организации г. Воронежа, передавшие в состав полка лучших своих товарищей. Полк должен в совершенстве овладеть боевой подготовкой и будет в бою крепкой и бесстрашной частью героической Красной Армии».
По примеру Воронежа, добровольческие коммунистические соединения стали создаваться по всей стране.
13 сентября 1941 года полк в полном составе влился в 100-ю ордена Ленина стрелковую дивизию, которой командовал генерал И. Н. Руссиянов, и стал называться 4-м Воронежским стрелковым полком.
16 сентября 1941 года полк погрузился в эшелоны на станции Сомово и отправился на фронт. Боевое крещение Воронежский добровольческий коммунистический полк получил между селом Липовая Долина и деревней Сакуниха в Сумской области.
18 сентября 1941 года Приказом Народного Комиссара Обороны СССР четыре стрелковые дивизии, отличившиеся в боях на западном направлении, первыми в Красной Армии получили наименование гвардейских.
В первых боях под Харьковом в сентябре 1941 года полк оправдал звание первогвардейцев, задержав на 14 дней наступление танковой группировки Гудериана. Воронежцы проявили отвагу и в кровопролитных боях под Курском и в районе Белгорода, где 1-я Гвардейская преградила фашистам путь на Москву.
5 марта дивизия поступила в распоряжение командующего 38-й армией генерал — майора К. С. Москаленко. В этот же день был получен приказ о переименовании всех частей дивизии в гвардейские с присвоением им новых номеров. 4-й Воронежский стрелковый полк получил наименование «4-й гвардейский стрелковый полк».
1 мая 1942 года полк получил пополнение 3500 человек, главным образом из Воронежа и Воронежской области. Это была молодёжь 1922—1924 годов рождения.
8 июля 1942 года немцы находились на подступах к Воронежу, 1-я Гвардейская вместе с войсками Брянского фронта нанесла контрудар во фланг вражеской группировке. В результате наступление было приостановлено, что дало возможность защитникам Воронежа собрать силы и остановить врага.
1 ноября 1942 года, г. Актарск — Приказом НКО дивизия преобразована в 1-й гвардейский ордена Ленина механизированный корпус, командир — И. Н. Руссиянов.
4-й Воронежский и 7-й (бывший 331-й) развернулся во 2-ю гвардейскую механизированную бригаду (комбриг — А. Т. Худяков).
С декабря 1942 года полк сражался под Сталинградом, освобождал Воронежскую область, затем Донбасс и Запорожье, форсировал Днепр, штурмовал Будапешт весной 1945 г.
Участвовал в операциях: «Елецкая операция», «Уран», Среднедонская наступательная операция (кодовое название «Малый сатурн»), «Миллерово-Ворошилоградская операция», «Курская оборонительная операция», «Донбасская операция», «Нижне-днепровская операция», «Милетопольская операция», «Будапештская операция», «Балатонская оборонительная операция» и «Венская наступательная операция».
Приказом Верховного Главнокомандующего № 33 от 14 октября 1943 года соединениям и частям за освобождение города Запорожье присвоено наименование: «Запорожских».
Ожесточенными были бои за Будапешт и Вену.
Исторический формуляр соединения свидетельствует: за 26 суток наступления — с 19 марта по 13 апреля 1945 года — гвардейцы истребили и взяли в плен более 25 тыс. солдат и офицеров противника, захватили и уничтожили 264 немецких танка и самоходных орудия, 210 бронемашин и бронетранспортеров, 552 автомашины, много орудий, минометов, пулеметов, склады боеприпасов, продовольствия и другого военного имущества.
Утром 14 апреля 1945 г. 1-й гвардейский орденов Ленина и Кутузова механизированный корпус и 1-я гвардейская Краснознаменная ордена Суворова бригада получили почетные наименования Венских.
Орденом Суворова II степени была награждена 2-я гвардейская ордена Кутузова механизированная бригада.
С честью закончили воронежцы свой боевой путь освобождением Вены.
24 июня 1945 года 30 лучших воинов-первогвардейцев торжественным маршем прошли по Красной площади на Параде Победы в сводном полку 3-го Украинского фронта.